# Eric Linklater
Eric Robert Russell Linklater, född 8 mars 1899 i Penarth, South Glamorgan, Wales, död 7 november 1974 i Aberdeen, Skottland, var en brittisk (skotsk) författare. 

## Biografi
Linklater föddes i Wales, i staden Penarth. Där hann han börja skolan, men i all huvudsak växte Linklater upp på Orkneyöarna. Linklater kämpade i båda världskrigen, under första världskriget stred han i det skotska infanteriregementet Black Watch. Under andra världskriget var han inledningsvis marinofficer på Orkneyöarna varefter han övergick i tjänst vid krigsministeriet. 
Mellan krigen studerade han vid universitetet i Aberdeen där han tog en examen 1925. Linklater arbetade i Bombay vid Times of India några år på tjugotalet, varefter några år i USA följde. I 1933 års val till parlamentet kandiderade han utan framgång för ett skotskt nationalistparti. Efter kriget arbetade Linklater som rektor vid universitetet i Aberdeen. Eric Linklater gifte sig 1933 med Marjorie MacIntyre. De fick fyra barn. Eric Linklater är begraven på Orkneyön Harray.

## Författarskap
Eric Linklater var verksam inom flera genrer. Mest känd har han blivit för sina humoristiska romaner. Romanen Juan i Amerika utkom 1931, alltså strax efter att Linklater själv rest i Förenta staterna. 
Ur ett skandinaviskt perspektiv är den bok som sedan följde intressant: Männen från Ness, där handlingen utspelar sig runt Ragnar Lodbrok och dennes söner. Boken översattes 1933 till svenska av Frans G. Bengtsson, som också översatte andra av Linklaters böcker. Boken uppvisar flera likheter med Bengtssons Röde Orm, som kom ut 1941.
Under andra världskriget skrev Linklater den roman som gjort honom mest känd, Det blåser på månen, utgiven första gången 1944. Romanen Soldat Angelo från 1946 är en antikrigsbok. 1949 överfördes boken till långfilm, där Peter Ustinov spelade titelrollen.